# Blepharicera americana
Blepharicera americana är en tvåvingeart som först beskrevs av Walker 1848.  Blepharicera americana ingår i släktet Blepharicera och familjen Blephariceridae.
Artens utbredningsområde är Ontario. Inga underarter finns listade i Catalogue of Life.